# V Normae
V Normae är en halvregelbunden variabel av SRB-typ i stjärnbilden Vinkelhaken.
Stjärnan varierar mellan fotografisk magnitud +10,0 och 11,0 med en period av 155,9 dygn.